# Adobe Dreamweaver
Adobe Dreamweaver (раније  Macromedia Dreamweaver) је апликација за веб развој, коју је првобитно креирала компанија Macromedia, а сада је развија компанија Адоби системс, која је преузела Macromedia-у 2005. године.
Dreamweaver је доступан и за Windows и Mac OS X оперативне системе. Новије верзије имају уграђену подршку за веб технологије као што су CSS, JavaScript, и разне скриптне језике укључујући PHP, ColdFusion и ASP.